# Benjamin F. Shambaugh
Benjamin Franklin Shambaugh (* 29. Januar 1871 in Elvira, Iowa; † 7. April 1948 in Iowa City) war ein US-amerikanischer Historiker und Politikwissenschaftler. Er war Professor an der State University of Iowa, der späteren University of Iowa und amtierte 1929/30 als Präsident der American Political Science Association (APSA).
Shambaugh machte 1892 seinen Bachelor-Abschluss an der damaligen State University of Iowa und ein Jahr darauf das Master-Examen. 1895 wurde er an der University of Pennsylvania zum Ph.D. promoviert. Es folgte ein einjähriger Studienaufenthalt in Deutschland. 1896 kehrte er an die State University of Iowa zurück, wo er bis 1940 als Dozent und Professor für Politikwissenschaft wirkte.
Ihm zu Ehren wird der Benjamin F. Shambaugh Published Book Award vergeben und finden die Benjamin F. Shambaugh Conferences statt.

## Schriften (Auswahl)
- State Historical Society. State Historical Society, Iowas City 1939.
- The constitutions of Iowa. State Historical Society, Iowas City 1934.